# Consumenta
Die Consumenta ist eine Konsumentenmesse im Messezentrum Nürnberg. Sie findet jährlich im Herbst statt und ist mit jeweils ca. 200.000 Besuchern eine sehr gut besuchte Messe dieser Art. Mit ca. 1000 Ausstellern ist sie die größte Verbrauchermesse in Bayern.
Organisator ist die AFAG Messen und Ausstellungen GmbH.

## Geschichte
Die Verbrauchermesse fand erstmals 1952 unter dem Namen „Die Einkaufstasche“ statt. Bei der Premiere im damaligen Nürnberger Messegelände am Berliner Platz wurden 25.000 Besucher gezählt. Ab Mitte der 1950er Jahre wurde die Messe jährlich durchgeführt. Infolge des wirtschaftlichen Aufschwunges stiegen die Besucherzahlen, 1967 wurde erstmals die 100.000er-Marke überschritten. 1970 erfolgte die Namensänderung zu Consumenta, 1973 fand die Messe erstmals im neu erbauten Messezentrum im Stadtteil Langwasser statt.
In den 1980er und 90er Jahren lag die Zahl der Aussteller bei 800 bis 900. 1989 wurde mit rund 270.000 Besuchern ein Rekord aufgestellt, der bis heute Bestand hat.
Verstärkt hat sich seit den späten 1990er Jahren der regionale Bezug. Auch Kommunen und Landkreise aus der Region befinden sich nun unter den Ausstellern und stellen z. B. touristische Attraktionen und lokale Spezialitäten vor.